# アダム・デヴィッドソン (監督)
アダム・ロッシュ・デヴィッドソン（Adam Rosh Davidson, 1964年8月13日 - ）は、アメリカ合衆国の俳優、監督である。
監督デビュー作の短編映画『ザ・ランチデート』により第63回アカデミー賞で短編映画賞、第43回カンヌ国際映画祭で短編映画賞を獲得した。
1991年にコロンビア大学芸術学部を卒業した。

## 主な監督作品

### テレビシリーズ
- ロー&オーダー Law & Order (1990)
  - 第8シーズン第11話「飲酒運転の波紋」
- LAX LAX (2004)
  - 第5話「雑踏の孤独」
  - 第7話「制御不能」
- デッドウッド 〜銃とSEXとワイルドタウン Deadwood (2004)
  - 第3シーズン第9話「不穏な空気」[4]
- LOST Lost (2005)
  - 第2シーズン第6話「さまよう者」
- ROME［ローマ］ Rome (2005)
  - 第2シーズン第4話「執念（英語版）」
- グレイズ・アナトミー 恋の解剖学 Grey's Anatomy (2005-2006)
  - 第1シーズン第4話「親しさのルール」
  - 第2シーズン第3話「選ぶのは妻のキス? 彼女のキス?」
  - 第2シーズン第7話「噂のインターン」
  - 第2シーズン第14話「嘘は心のバリケード」
- SHARK カリスマ敏腕検察官 Shark (2007-2008)
  - 第1シーズン第14話「パパラッチの追跡」
  - 第1シーズン第22話「ウェインズ・ワールド2」
  - 第2シーズン第1話「新チーム始動」
  - 第2シーズン第7話「メキシコへの危険な旅」
  - 第2シーズン第13話「真相究明のために」
  - 第2シーズン第16話「ウェインズ・ワールド3 最終決戦」
- 女捜査官グレイス 〜 天使の保護観察中 Saving Grace (2008)
  - 第2シーズン第3話「別れのプレゼント」
- トゥルーブラッド True Blood (2009)
  - 第2シーズン第10話「狂気の町」
- ライ・トゥ・ミー 嘘は真実を語る Lie to Me (2009)
  - 第1シーズン第2話「小隊の秘密」
  - 第1シーズン第8話「絶望の連鎖」
  - 第1シーズン第13話「真実の代償」
- ビッグ・ラブ Big Love (2007-2011)
  - 第2シーズン第4話「Rock and a Hard Place」
  - 第3シーズン第7話「Fight or Flight」
  - 第4シーズン第3話「Strange Bedfellows」
  - 第5シーズン第2話「A Seat at the Table」
  - 第5シーズン第9話「Exorcism」
- ユナイテッド・ステイツ・オブ・タラ United States of Tara (2010)
  - 第2シーズン第3話「The Truth Hurts」
  - 第2シーズン第4話「You Becoming You」
- FRINGE/フリンジ Fringe (2010)
  - 第2シーズン第14話「ホロコースト（英語版）」
- Treme (2011)
  - 第2シーズン第9話「What is New Orleans?」[5]
- ザ・フォロイング The Following
  - 第1シーズン第9話「愛の鋭利」
- フィアー・ザ・ウォーキング・デッド Fear the Walking Dead
  - 第1シーズン第1話 「パイロット」
  - 第1シーズン第2話 「近くて遠い」
  - 第1シーズン第3話 「犬」
  - 第2シーズン第1話 「モンスター」
  - 第2シーズン第2話 「転落」
- ザ・シューター
  - 第1シーズン第5話 「火による偵察」
- BOSCH/ボッシュ
  - 第2シーズン第6話「闇の銃弾」
  - 第3シーズン第1話「酔いどれ」
  - 第3シーズン第2話「不吉な名画」

### 映画
- 『ザ・ランチデート』 (1989) 短編映画
- Way Past Cool (2000)